# Ely Halpérine-Kaminsky
Pour les articles homonymes, voir Halpérine et Kaminsky.
Ilia Halpérine-Kaminsky (en russe : Илья Даниилович Гальперин-Каминский), né le 28 mars 1858 (9 avril dans le calendrier grégorien) à Vassilkov (aujourd'hui en Ukraine) et mort le 6 décembre 1936, est un écrivain et traducteur franco-russe.

## Biographie
Naturalisé français en 1890, il fut un des plus importants traducteurs des grands écrivains en français de la fin du XIXe siècle et du début du XXe siècle (il traduisit également, du polonais, des romans de Henryk Sienkiewicz). En 1923, il reçoit le prix Langlois de l’Académie française pour ses traductions russes.
Après des études à Sébastopol, il étudia à la faculté des sciences de Paris où il arriva en janvier 1880. Il fonda en 1883 le périodique bilingue Le Franco-russe, et travailla comme secrétaire pour plusieurs journaux (Nature, Revue scientifique, Science populaire, Science pour tous). Son épouse, Nina, a également traduit depuis le russe. À sa mort, en 1936, sa fille, Eugénie de Restrepo-Mejia, fonda un prix portant son nom destiné à récompenser la meilleure traduction parue dans l'année.

## Œuvres
- Nikolaï Gogol "Veillées de l'Ukraine " traduit du russe par E. Halpérine-Kaminsky, chez C. Marpon & E. Flammarion Éditeurs , Paris & E. Girard et A. Boitte Éditeurs, Paris
- Le Rôle de l’art d’après Tolstoï (1898)
- Ivan Tourguéneff d’après sa correspondance avec ses amis français (1901)
- France et Russie, alliance économique (1904)
- Lettres de Tourguéneff à Mme Viardot (1907)
- Tolstoï par Tolstoï (1912)
- traduction de La Vie de l'Homme de Leonide Andreïev in Akademos, 1909.